# Log Pagal
Log Pagal est un village de la commune de Massock-Songloulou; située dans le département de la Sanaga-Maritime et la région du Littoral au Cameroun. Il est situé sur la route de Songmbenguè vers Kahn et Nyaho, à 8 km de Songmbenguè.

## Population
En 1967, Log Pagal comptait 79 habitants, principalement Bassa.
Lors du recensement de 2005, 69 personnes y ont été dénombrées.